# Diocesi di Gikongoro
La diocesi di Gikongoro (in latino Dioecesis Ghikongoroënsis) è una sede della Chiesa cattolica in Ruanda suffraganea dell'arcidiocesi di Kigali. Nel 2021 contava 237.780 battezzati su 612.148 abitanti. È retta dal vescovo Célestin Hazikimana.

## Territorio
La diocesi comprende i distretti di Nyamagabe e di Nyaruguru nella provincia Meridionale del Ruanda.
Sede vescovile è la città di Gikongoro, dove si trova la cattedrale della Santa Famiglia.
Il territorio è suddiviso in 17 parrocchie.

## Storia
La diocesi è stata eretta il 30 marzo 1992 con la bolla Tantis quidem di papa Giovanni Paolo II, ricavandone il territorio dalla diocesi di Butare.
Il 29 giugno 2001 la Santa Sede ha reso pubblica la notizia che il vescovo Augustin Misago ha dato la sua approvazione definitiva al riconoscimento e conseguente devozione delle apparizioni di Kibeho, risalenti al periodo tra il 1981 e il 1989.

## Cronotassi dei vescovi
Si omettono i periodi di sede vacante non superiori ai 2 anni o non storicamente accertati.
- Augustin Misago † (30 marzo 1992 - 12 marzo 2012 deceduto)
  - Sede vacante (2012-2014)[2]
- Célestin Hazikimana, dal 26 novembre 2014

## Statistiche
La diocesi nel 2021 su una popolazione di 612.148 persone contava 237.780 battezzati, corrispondenti al 38,8% del totale.
| anno | popolazione | popolazione | popolazione | presbiteri | presbiteri | presbiteri | presbiteri                | diaconi | religiosi | religiosi | parrocchie |
| anno | battezzati  | totale      | %           | numero     | secolari   | regolari   | battezzati per presbitero | diaconi | uomini    | donne     | parrocchie |
| ---- | ----------- | ----------- | ----------- | ---------- | ---------- | ---------- | ------------------------- | ------- | --------- | --------- | ---------- |
| 1999 | 152.744     | 465.174     | 32,8        | 15         | 10         | 5          | 10.182                    |         | 5         | 31        | 9          |
| 2000 | 186.118     | 546.227     | 34,1        | 20         | 15         | 5          | 9.305                     |         | 5         | 21        | 9          |
| 2001 | 163.888     | 469.260     | 34,9        | 18         | 13         | 5          | 9.104                     |         | 5         | 33        | 9          |
| 2002 | 215.503     | 501.043     | 43,0        | 18         | 13         | 5          | 11.972                    |         | 5         | 31        | 10         |
| 2003 | 222.704     | 523.424     | 42,5        | 19         | 16         | 3          | 11.721                    |         | 3         | 36        | 10         |
| 2004 | 228.991     | 537.580     | 42,6        | 22         | 17         | 5          | 10.408                    |         | 5         | 36        | 10         |
| 2006 | 249.889     | 570.000     | 43,8        | 23         | 16         | 7          | 10.864                    |         | 7         | 39        | 10         |
| 2013 | 293.000     | 666.000     | 44,0        | 37         | 32         | 5          | 7.918                     |         | 6         | 81        | 13         |
| 2016 | 319.000     | 725.000     | 44,0        | 41         | 33         | 8          | 7.780                     |         | 9         | 77        | 12         |
| 2019 | 342.380     | 778.150     | 44,0        | 48         | 40         | 8          | 7.132                     |         | 8         | 85        | 15         |
| 2021 | 237.780     | 612.148     | 38,8        | 50         | 45         | 5          | 4.755                     |         | 13        | 109       | 17         |